# Catillon-Fumechon
Catillon-Fumechon è un comune francese di 586 abitanti situato nel dipartimento dell'Oise della regione dell'Alta Francia.

## Società

### Evoluzione demografica
Abitanti censiti